# Самсонов, Василий Акимович
Василий Акимович Самсонов (1 января 1899, с. Масальщино,   Рязанская губерния, Российская империя — 8 июля 1963, Москва,  СССР) — советский военачальник, гвардии генерал-майор (13.09.1944).

## Биография
Родился 1 января 1899 года  в  селе Масальщино, ныне Милославское сельское поселение, Милославский район, Рязанская область, Россия. Русский.
В начале XX века семья Самсоновых переехала в фабричный посёлок Реутов Московской губернии. С 12-ти лет Василий начал работать вагонетчиком на узкоколейке.

### Гражданская война
19 августа 1919 года был призван в РККА и зачислен в 1-й запасной полк в Москве. В том же месяце был направлен на Северный фронт для борьбы с войсками Временного правительства Северной области под командованием генерала Е. К. Миллера. В составе 5-го стрелкового полка 1-й стрелковой дивизии 6-й армии участвовал в боях в Карелии. В мае 1920 года с дивизией убыл на Южный фронт, где воевал против войск генерала П. Н. Врангеля. Отделенным командиром и командиром взвода участвовал в боях в районах Токмака, Никополя. 5 октября 1920 года бою под деревней Ушколка 5-й полк был разгромлен конницей генерала Н. Г. Бабиева, а  Самсонов попал в плен. Вначале содержался в деревне Верхний Рогачик, затем был переведён в Феодосию. В период плена в течение трёх недель служил поваром во врангелевской армии. После разгрома генерала П. Н. Врангеля в Крыму в ноябре направлен в 30-ю стрелковую дивизию, где был зачислен в 264-й стрелковый полк. С этим полком сражался с вооружёнными формированиями Н. И. Махно. В марте 1921 года откомандирован на краткосрочные 69-е Киевские пехотные курсы. В августе — декабре, будучи курсантом, сражался с бандами Ю. О. Тютюнника в Подольской губернии. 

### Межвоенные годы
С февраля 1922 года  Самсонов продолжал учиться на 78-х Винницких и 15-х Киевских пехотных курсах, с августа — в Киевской военной педагогической школе, с декабря 1922 года — вновь на 15-х Киевских пехотных командных курсах. В январе 1923 года окончил последние и был назначен командиром отделения в 142-й стрелковый полк 14-й стрелковой дивизии МВО. 
В августе 1923 года переведён в 135-й стрелковый полк 45-й стрелковой дивизии в городе Киев, где исполнял должности командира отделения и взвода. С сентября 1925 года по август 1926 года находился на повторных курсах при 5-й Киевской пехотной школе, по возвращении в полк занимал должности командира взвода и помощника командира пулеметной роты. В 1926 году вступил в ВКП(б). 
С октября 1927 года командовал пулемётной ротой в 19-м стрелковом полку 7-й стрелковой дивизии в городе Нежин. В марте — сентябре 1928 года стажировался в 7-м артиллерийском полку. Там же выдержал испытание для поступления в Военную академию РККА им. М. В. Фрунзе и в августе был зачислен слушателем.  
В мае 1931 года окончил академию и был направлен начальником оперативной части штаба 18-й стрелковой дивизии в город Ярославль. 
В феврале 1932 года направлен в Забайкальскую группу войск ОКДВА на должность помощника начальника 1-го отдела. С августа 1935 года проходил службу в Забайкальском УРе в должностях начальника 1-й части, начальника штаба и врид коменданта укрепрайона. В октябре 1938 году допущен к командованию 266-м стрелковым полком 93-й стрелковой дивизии ЗабВО в городе Нижнеудинск. После боёв на реке Халхин-Гол полк был передислоцирован на ст. Дивизионная (Бурят-Монгольской АССР), где вошёл в состав 114-й стрелковой дивизии и переименован в 763-й стрелковый полк. В августе 1940 года полковник  Самсонов назначен заместителем командира 152-й стрелковой дивизии. В апреле 1941 года по личной просьбе был переведён на ту же должность в 114-ю стрелковую дивизию.

### Великая Отечественная война
В начале  войны  с июля 1941 года исполнял должность коменданта 32-го УРа ЗабВО. 8 декабря он был назначен врид командира 457-й стрелковой дивизии, переименованной позже в 116-ю. Формировал ее в районе Антипиха (под Читой) и в начале февраля 1942 года убыл с ней на фронт. В конце февраля дивизия была передислоцирована под Козельск. В начале марта она вошла в 50-ю армию Западного фронта и вела тяжёлые бои по прорыву оборонительной полосы противника в районе Зайцевой горы, имея задачу перерезать Варшавское шоссе на юхновском направлении. Однако в этих боях она действовала неудачно, за что полковник Самсонов был отстранён от должности и зачислен в резерв Военного совета 50-й армии. 
18 июня 1942 года он допущен к командованию 336-й стрелковой дивизией, 16 июля был переведён на должность зам. командира 413-й стрелковой дивизии, а в ноябре принял командование 58-й стрелковой дивизией. В конце ноября дивизия сменила в обороне 69-ю стрелковую дивизию под Зайцевой горой и находилась здесь в течение всей зимы. В конце марта 1943 года Самсонов провёл с дивизией удачный бой по овладению Зайцевой горой, за что был награждён орденом Красного Знамени. 
В апреле 1943 года дивизия вошла в состав 49-й армии и находилась в обороне под деревней Куземки, в августе вела наступательные бои вдоль Варшавского шоссе. После освобождения Ельни она была подчинена 33-й армии и участвовала в освобождении Смоленска. В сентябре её части участвовали в боях под м. Ленино (Смоленская, Спас-Деменская, Ельнинско-Дорогобужская и Смоленско-Рославльская наступательные операции).  
В ноябре 1943 года дивизия была переброшена под город Орша, где в составе 31-й армии участвовала в прорыве сильно укреплённой полосы. После боёв под Оршей она была направлена на доукомплектование в город Ржев. В январе 1944 года дивизия вошла в 40-ю армию 1-го Украинского фронта и участвовала в Корсунь-Шевченковской наступательной операции. В начале февраля при попытке противника вырваться из окружения штаб дивизии был разгромлен, а полковник Самсонов с двумя полками сами оказались в окружении. Вырвавшись из окружения, остатки дивизии были включены в 6-ю танковую армию генерал-лейтенанта А. Г. Кравченко, затем в конце февраля были выведены на доукомплектование в район город Нежин. После доукомплектования дивизия была переброшена в район Луцка и с июля 1944 года участвовала в Львовско-Сандомирской наступательной операции. Её части прорвали оборону противника, форсировали реку Западный Буг в районе Сокаль, р. Сан южнее Розвадув и р. Висла в районе Сандомира. За эти бои дивизия была награждена орденом Красного Знамени (9.8.1944). До 22 октября дивизия упорно обороняла занятый плацдарм на р. Висла, затем была выведена во второй эшелон и заняла оборону по южному берегу р. Опатувка.   
С 12 января 1945 года части дивизии в составе 21-го стрелкового корпуса 3-й гвардейской армии успешно действовали в Висло-Одерской, Сандомирско-Силезской наступательных операциях. За отличия в боях при форсировании реки Одер северо-западнее Бреслау дивизии было присвоено наименование «Одерская». В дальнейшем в ходе Нижнесилезской наступательной операции она освобождала город Нейштедтель, 16 февраля форсировала реку Бобер, к 20 февраля подошла к реке Нейсе и овладела северной частью города Губен, где была остановлена. 16 апреля дивизия была переброшена в район города Форет и, форсировав реку Нейсе, овладела городом Тойпиц. В этом бою генерал-майор Самсонов был тяжело ранен и до конца войны находился в госпитале в городе Котбус.
За время войны комдив Самсонов был пять раз персонально упомянут в благодарственных в приказах Верховного Главнокомандующего.

### После войны
С конца июня 1945 года, после расформирования дивизии, находился в резерве 5-й гвардейской армии. В июле  назначен командиром 14-й гвардейской стрелковой Винницкой ордена Ленина Краснознаменной ордена Кутузова 2-й ст. дивизии им. Я. Ф. Фабрициуса в ЦГВ. Осенью дивизия была передислоцирована в Венгрию в город Папа и в июне 1946 года расформирована. После этого  Самсонов был назначен командиром 17-й гвардейской механизированной Енакиевско-Дунайской Краснознаменной ордена Суворова дивизии. С июня 1950 года по июнь 1951 года находился на ВАК при Высшей военной академии им. К. Е. Ворошилова. В ноябре 1951 года был назначен заместителем командира 10-го гвардейского стрелкового корпуса ОдВО в городе Кишинёв. С мая 1952 года командовал 28-й гвардейской стрелковой дивизией в Одесском военном округе. С июля 1954 года исполнял должность старшего военного советника при командире стрелкового корпуса Чехословацкой армии. В октябре 1956 года зачислен в распоряжение ГУК. 
1 февраля 1957 года гвардии генерал-майор Самсонов уволен в запас. 
Умер 8 июля 1963 года, похоронен на Донском кладбище в Москве.

## Награды
- орден Ленина (21.02.1945)[6]
- четыре ордена Красного Знамени (30.03.1943[7], 07.11.1943[8],  03.11.1944[6], 15.11.1950[6])
- орден Суворова II степени  (06.04.1945)[9]
- орден Кутузова II степени  (11.08.1944)[10]
- орден Богдана Хмельницкого II степени  (06.05.1945)[11]

медали в том числе:
- - «XX лет Рабоче-Крестьянской Красной Армии» (1938);
  - «За победу над Германией в Великой Отечественной войне 1941—1945 гг.» (1945)
  - «За взятие Берлина» (1945)
  - «За освобождение Варшавы» (1945)
  - «За освобождение Праги»

Приказы (благодарности) Верховного Главнокомандующего в которых отмечен В. А. Самсонов.
- За овладение штурмом городом Сандомир – важным опорным пунктом обороны немцев на левом берегу Вислы. 18 августа 1944 года. № 167.
- За овладение городами Лигниц, Штейнау, Любен, Гайнау, Ноймаркт и Кант – важными узлами коммуникаций и мощными опорными пунктами обороны немцев на западном берегу Одера. 11 февраля 1945 года. № 273.
- За овладение городами немецкой Силезии Нейштедтель, Нейзальц, Фрейштадт, Шпроттау, Гольдберг, Яуэр, Штригау – крупными узлами коммуникаций и сильными опорными пунктами обороны немцев. 14 февраля 1945 года. № 278.
- За овладение на территории немецкой Силезии городом Грюнберг и в провинции Вранденбург городами Зоммерфельд и Зорау – важными узлами коммуникаций и мощными опорными пунктами обороны немцев. 15 февраля 1945 года. № 281.
- За завершение ликвидации группы немецких войск, окруженной юго-восточнее Берлина. 2 мая 1945 года. № 357.

Других  государств
- кавалер рыцарского ордена «Виртути Милитари» (ПНР) (1945)
- медаль «За Одру, Нису и Балтику» (ПНР)
- медаль «Победы и Свободы» (ПНР)
- военный крест (ЧССР)
- медаль «За храбрость перед врагом» (ЧССР)